# Студенок (Рыльский район)
Студено́к — село в Рыльском районе Курской области. Административный центр Студенокского сельсовета.

## География
Село находится на одноимённой реке в бассейне Обесты, в 129 км западнее Курска, в 23 км западнее районного центра — города Рыльск.
Климат
Студенок, как и весь район, расположен в поясе умеренно континентального климата с тёплым летом и относительно тёплой зимой (Dfb в классификации Кёппена).
| Показатель                                                                   | Янв. | Фев. | Март | Апр. | Май  | Июнь | Июль | Авг. | Сен. | Окт. | Нояб. | Дек. | Год  |
| ---------------------------------------------------------------------------- | ---- | ---- | ---- | ---- | ---- | ---- | ---- | ---- | ---- | ---- | ----- | ---- | ---- |
| Средний суточный максимум, °C                                                | −3,6 | −2,5 | 3,4  | 13,2 | 19,5 | 22,8 | 25,1 | 24,4 | 18,2 | 10,8 | 3,8   | −0,8 | 11,2 |
| Средняя температура, °C                                                      | −5,7 | −5,1 | −0,3 | 8,4  | 14,8 | 18,5 | 20,8 | 19,9 | 14,1 | 7,4  | 1,6   | −2,8 | 7,6  |
| Средний суточный минимум, °C                                                 | −8,1 | −8,3 | −4,4 | 3    | 9,2  | 13,1 | 15,8 | 14,8 | 9,8  | 4,1  | −0,7  | −4,9 | 3,6  |
| Норма осадков, мм                                                            | 50   | 44   | 47   | 49   | 61   | 69   | 83   | 51   | 58   | 52   | 50    | 50   | 664  |
| Источник: Погода по месяцам c ru.climate-data.org(дата обращения: Июнь 2021) |      |      |      |      |      |      |      |      |      |      |       |      |      |

## История
По данным писцовых книг 1628—1629 годов (7136—7137 от сотворения мира), в селе Студенок Колодежской волости находилась недействующая Спасо-Преображенская церковь. Долгое время населённый пункт считался сельцом, а после строительства новой церкви в 1686 (7194) году вновь обрёл статус села.

## Население
| 2002 | 2010 |
| ---- | ---- |
| 229  | ↘175 |

## Инфраструктура
Личное подсобное хозяйство. В селе 109 домов.

## Транспорт
Студенок находится в 6 км от автодороги регионального значения 38К-017 (Курск — Льгов — Рыльск — граница с Украиной), на автодороге межмуниципального значения 38Н-352 (38К-017 — Гниловка), в 3,5 км от автодороги 38Н-341 (38К-017 — Александровка), в 1 км от автодороги 38Н-368 (38Н-341 — Парменовка — 38Н-352), в 6 км от ближайшего ж/д остановочного пункта Гудово (линия Хутор-Михайловский — Ворожба).
В 187 км от аэропорта имени В. Г. Шухова (недалеко от Белгорода).